# Villibaldo di Eichstätt
San Villibaldo di Eichstätt, in tedesco Willibald von Eichstätt (Wessex, 22 ottobre 700 – Eichstätt, 7 luglio 787 o 788), fu un missionario inglese, stabilitosi in Germania dove divenne vescovo di Eichstätt; è venerato come santo dalla chiesa cattolica.
Hugeburc, monaca in un convento proprietario ad Heidenheim, tra l'estate e l'autunno del 778, trasse dai racconti sul santo una Vita di Villibaldo, che tuttavia non fornisce né date né informazioni sui suoi genitori. Il manoscritto più antico che ci è pervenuto risale all'anno 800 circa.
In ogni caso, Willibaldo fu il figlio primogenito di un nobile anglosassone cristiano del Wessex. Più tardi, verso il XII secolo, i genitori di Villibaldo furono identificati come Riccardo del Wessex e Wuna (o anche Wunna o Wina)

## Biografia

### Giovinezza e formazione
Villibado ebbe almeno cinque, tra fratelli e sorelle, ma solo due sono identificati: Vunibaldo (o anche Wynnebald) e Valpurga.
Il padre era un pio cristiano. Da piccolo Villibaldo si ammalò gravemente finendo in punto di morte; il padre, chiedendo l'intercessione del Signore, lo promise a Dio. Il piccolo guarì. Quando raggiunse l'età adatta fu accompagnato in convento. Villibaldo trascorse gli anni della giovinezza (705 - 720/21) nell'abbazia di Waltham, nel sud dell'Inghilterra.

### Gli anni in Italia
Con il padre e con il fratello Vunibaldo partì verso il 720/721 per un pellegrinaggio a Roma. Il padre morì durante il viaggio, a Lucca, ove fu sepolto.
Terminato il soggiorno a Roma, i due fratelli si divisero: Wunibaldo vi rimase, studiò teologia ed al termine degli studi ebbe la tonsura, mentre Villibaldo intraprese, con altri compagni, un secondo pellegrinaggio, diretto, attraverso la Sicilia, a Gerusalemme ed in Terra santa (723 - 727). Durante il ritorno si trattenne due anni a Costantinopoli (727 - 729), dove visse come recluso in un fabbricato annesso alla chiesa degli Apostoli e fece anche un breve puntata nella vicina Nicea.
Dal 729 al 739 collaborò, al di fuori ed all'interno, alla ricostruzione dell'allora distrutta abbazia primigenia benedettina di Montecassino. Egli era allora sacrestano della chiesa, decano e portinaio, quadriennale, del convento superiore ed inferiore.
Nel 739 papa Gregorio III, dietro suggerimento del parente di Villibaldo, Bonifacio Winfredo, lo inviò come aiuto alle missioni in Germania; in un incontro con il papa, questi si fece fare da Villibaldo un rapporto dettagliato sulla sua visita in Terra Santa. Villibaldo partì da Roma subito dopo la Pasqua del 740 per la Germania, transitando da Lucca.

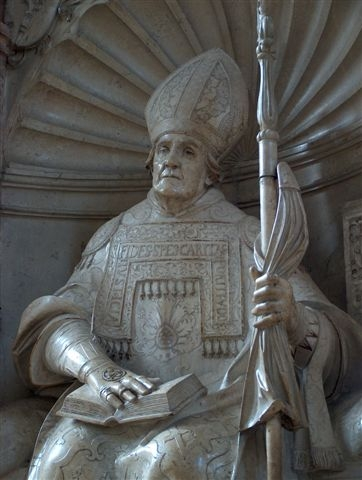
Statua di san Villibaldo nel Duomo di Eichstätt.

### Il trasferimento in Germania
A Bonifacio la regio Eihstat fu donata dal nobile bavarese Suidger come base per le missioni. Nella stessa Eichstätt, un luogo deserto, con una chiesetta intitolata alla Madonna, Villibaldo fu ordinato prete il 22 o 23 luglio del 740 da Bonifacio, alla presenza di Suidger, e il 21 o 22 ottobre 741 a Sülzenbrücken, a sud di Erfurt, dove il fratello di Villibaldo, Vunibaldo operava come missionario, fu consacrato vescovo ancora da Bonifacio, assistito dai vescovi Burcardo di Würzburg e Witta di Büraburg. Se Villibaldo fosse dovuto divenire il primo vescovo di Erfurt o fin dal principio fosse stato assegnato alla diocesi di Eichstätt, non è stato chiarito.

### Abate e vescovo ad Eichstätt
Nel 741, secondo una leggenda, Villibaldo avrebbe costruito la prima chiesa della città di Marz, nell'attuale Burgenland (Austria).
Con tre compagni di viaggio da Roma Villibaldo accettò la sua attività missionaria ad Eichstätt. Egli fondò ancora un convento, dal quale (743/45?) si sviluppò un nuovo vescovado nel punto d'incontro della Baviera fra svevi e franconi.
Di fronte al suo convento in Eichstätt, che aveva un proprio spazio sacro, egli fece erigere una cattedrale, al posto della quale oggi vi è il Duomo di Eichstätt a lui dedicato. Da questo luogo egli diede luogo ad un'intensa attività missionaria i cui dettagli non ci sono stati tramandati.
Villibaldo prese parte nell'aprile del 742 al Concilium Germanicum dei vescovi della Franconia orientale. Il Sinodo fu sostenuto dal Maestro di Palazzo Carlomanno, che egli ufficialmente convocò e le cui decisioni egli volle applicare come legge generale. Insieme a Bonifacio presero parte al Concilio altri sei vescovi: Burcardo (Würzburg), Regenfridum (Colonia), Wintanum (Büraburg), Willibaldum (Eichstätt), Dadanum (Erfurt) ed Eddanum (Strasburgo).
Il 1º marzo del 743 ebbe luogo un Sinodo a Les Estinnes, per la zona di competenza di Carlomanno. Probabilmente era presente anche Villibaldo, però non è documentata alcuna lista completa dei partecipanti.
All'inizio del 745 ebbe luogo un sinodo dei franchi ma non è noto dove. Fu istituita l'arcidiocesi di Colonia e cancellata la diocesi di Gewilibs. Villibaldo vi partecipò certamente.
Nel 746 o nel 747 egli prese parte ad un sinodo con i vescovi anglosassoni. Egli è menzionato nella lettera 73 di san Bonifacio ed in una lettera di sollecito di Bonifacio con i suoi colleghi vescovi Wera, Burcardo, Werberto, Abel, Villibaldo, Hwita e Leofwine, indirizzata al re Æthelbald di Mercia.
Al sinodo del marzo 747 in Austria, sotto Carlomanno I e san Bonifacio, egli non partecipò pubblicamente, dato che il suo nome non compare fra i destinatari della lettera indirizzata ai partecipanti da papa Zaccaria.
Dal 750 Villibaldo appoggiò la fondazione del convento del missionario anglosassone san Sola in Husen (divenuta successivamente Solnhofen).
Nel 751/52 egli fondò con il fratello Vunibaldo il monastero proprietario di Heidenheim a Gau Sualafeld, affidato inizialmente a Vunibaldo e, dopo la sua morte, avvenuta nel 761, alla sorella Valpurga.
Villibald incontrò per l'ultima volta san Bonifacio nel giugno del 753.
Nel 762, accanto a Villibaldo, erano citati anche san Crodegango e Megingaudo (citato come Megingozus) oltre a 44 prelati, che fondarono un'associazione clericale per le preghiere, l'Alleanza per la morte di Attigny.
Secondo il dott. Heinrich Wagner la Vita Bonifatius (Vita prima) fu scritta da Villibaldo di Eichstätt su incarico di san Lullo e del vescovo Megingaudo di Würzburg. La Vita prima deve aver avuto origine fra gli anni 755/756 e 768.
Allorché Megingaudo di Würzburg nel 768/769 decise di lasciare la cattedra vescovile, il vescovo di Magonza, Lullo, e Villibaldo di Eichstätt si recarono a Würzburg per sceglierne il successore.
Per la costruzione della chiesa a crociera di Neustadt am Main nel 769 fu presa a modello la cattedrale di Eichstätt.
Il 24 settembre 777 Villibaldo rilevò i resti mortali del fratello Vunibaldo, che il 18 settembre 761 era morto in sua presenza ad Heidenheim, ed esattamente un anno dopo egli consacrò colà la nuova chiesa conventuale. Villibaldo era ancora in vita quando nacque il quarto monastero della sua diocesi ad Herrieden.
Nel 778 Villibaldo autenticò il testamento del vescovo Remigio di Strasburgo.
Il 25 febbraio 779 morì la sorella Walburga, che fu da lui inumata ad Heidenheim. Almeno per un certo tempo Villibaldo assunse la conduzione di entrambi i conventi (Quello femminile e quello maschile, dato che si trattava di un monastero doppio. Dopo la sua morte il convento femminile fu abbandonato e quello maschile trasformato in una fondazione di canonici).
Il 22 agosto 781, alla consacrazione del nuovo convento a Neustadt am Main (Nivenstat, Nuovenstatt), parteciparono, secondo i documenti di fondazione del convento della famiglia dei Mattonen, accanto a Megingaudo di Würzburg e Carlo Magno, anche i vescovi Villibaldo di Eichstätt e Lullo di Magonza.
Il 25 marzo 784 Villibaldo certificò un dono della badessa Emhilt von Milz, una parente di Megingaudo, in Milz, nel Monastero di Fulda.
L'8 ottobre 786 Villibaldo lasciò le sue proprietà al monastero di Fulda in cambio della rimembranza della sua memoria.
Il 7 luglio del 787, o del 788, Villibaldo morì e fu sepolto nel coro del suo duomo. Il suo successore fu Gero (o Gerhoh o Gerbo).

## Culto e canonizzazione

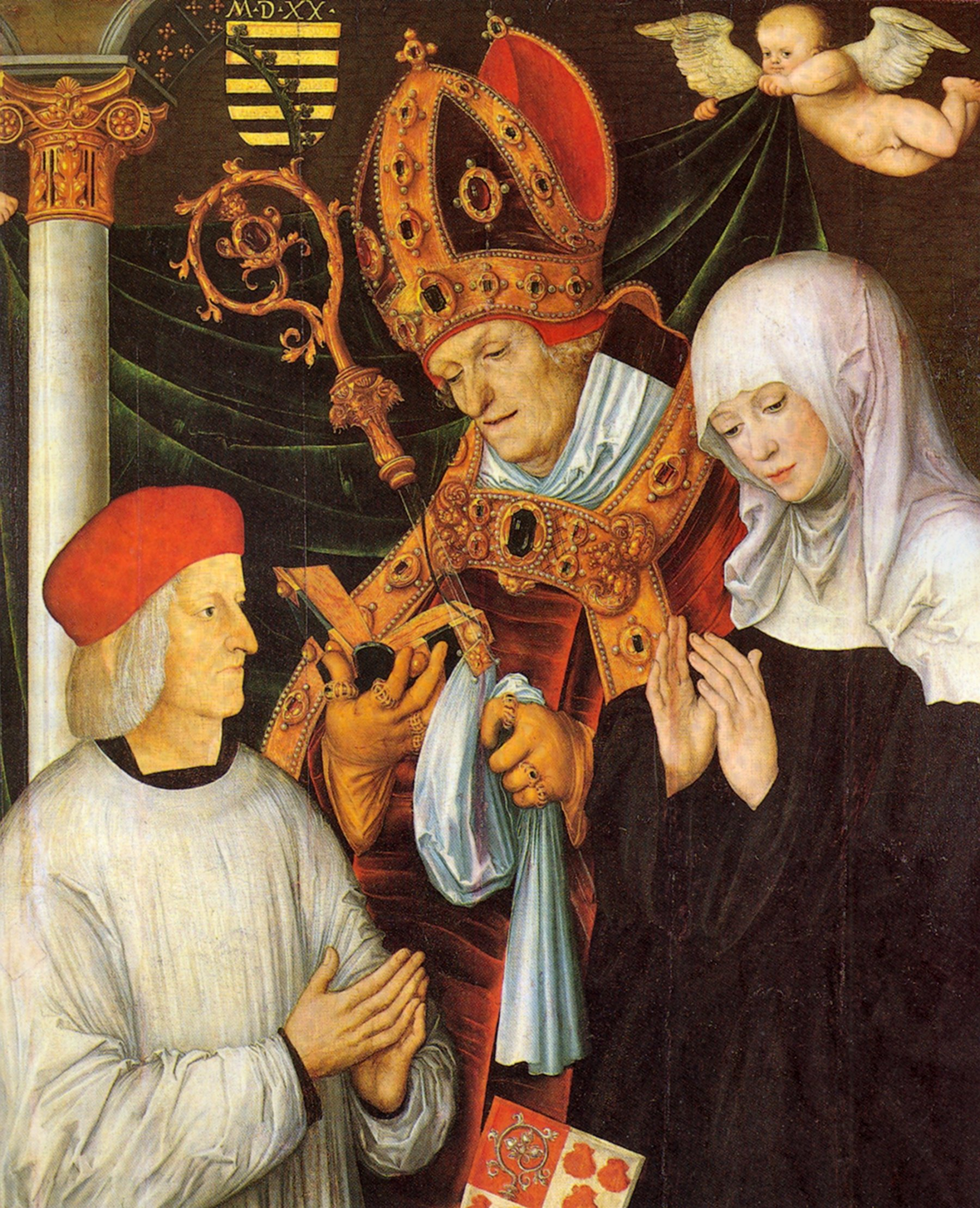
Gabriel von Eyb, vescovo di Eichstätt, con san Villibaldo e santa Valpurga - dipinto di Lucas Cranach il Vecchio.

Il 22 aprile 989 le sue spoglie mortali furono esumate dal vescovo Reginoldo di Eichstätt († 991) e Villibaldo fu proclamato santo. La re-inumazione ebbe luogo in una nuova cripta esterna al Duomo.
I suoi resti furono traslati ancora tre volte: nel 1256, con il vescovo Heinrich IV (sistemazione nella navata del Duomo), nel 1269 (sistemazione in una teca in pietra nella parte occidentale del coro del Duomo) e nel 1745. Questa volta le reliquie non furono più inumate: esse furono sistemate in una teca in vetro che fu posta in un sarcofago marmoreo nel coro. La sua statua innanzi all'altare, alla metà della navata, fu realizzata nel 1514 da Loy Hering (1484/85 - 1554), uno dei più significativi scultori tedeschi del rinascimento.
Contrariamente a quello della sorella, santa Valpurga, il culto di san Villibaldo, nel corso dei secoli, rimase sostanzialmente limitato all'ambito della sua diocesi. Il suo attributo nell'arte sacra è, oltre al bastone pastorale e ad un libro, la Regola benedettina, per lo più il razionale, che tuttavia solo un secolo dopo la sua morte comparve come aggiunta alla veste liturgica.
Villibaldo fu ritenuto, come la sorella santa Valpurga ed il fratello san Vunibaldo, un santo dei nobili e non un santo popolare. Solo nel corso delle epidemie e carestie del tardo medioevo lui, ma soprattutto la sorella Valpurga, furono riscoperti come santi protettori; numerosi santuari e cappelle a lui dedicati furono erette e in parte esistono tuttora.
Dal 1712 viene celebrata annualmente al Santuario di San Villibaldo, vicino a Jesenwang, la "cavalcata di san Villibaldo", con benedizione dei cavalli in ricordo del presunto allontanamento di un'epidemia zootecnica per intercessione di san Villibaldo. Il culto di Villibaldo come patrono dei bovini è sostenuto solo a Jesenwang.

## Genealogia episcopale
La genealogia episcopale è:
- Papa Gregorio II
- Arcivescovo Bonifacio di Magonza
- Vescovo Villibaldo di Eichstätt